# Guillermo Gasió
Guillermo Gasió (Buenos Aires, 1951), historiador argentino, particularmente dedicado al proceso político en la República Argentina entre los años 1905 y 1973 y a diversas expresiones de la cultura argentina, temas que viene desarrollando mediante una extensa serie de publicaciones.

## Funciones públicas y académicas
Cumplió funciones en diferentes órganos y etapas de gobiernos de Argentina (desde 1974 al 2015). Desde el año 2015 completa sus estudios e investigaciones en la ciudad de Amsterdam.
Es Miembro Correspondiente de la Academia Nacional de Historia en los Países Bajos. Actúa en el Instituto Iberoamericano de Berlin (Ibero-Amerikanisches Institut) (IAI) y en el Instituto Internacional de Historia Social en Amsterdam (Internationaal Instituut voor Sociale Geschiedenis) (IISH). Es Miembro Consultor del Consejo Argentino para las Relaciones Internacionales (CARI). Vicepresidente de la comisión fundadora de la Fundación María Elena Walsh - Sara Facio.

## Fin de la Guerra Fría
A partir de 1989, y tomando como fuente principal de investigación las colecciones y publicaciones del Instituto Internacional de Historia Social (International Institute of Social History / International Institut voor Sociale Geschedens), en Amsterdam, se abocó a una investigación sobre la crisis y colapso del socialismo real en Polonia, Checoslovaquia, Hungría y Alemania Oriental.
Para ello, entrevistó en forma personal a quienes ocuparon durante la crisis los más altas cargos en el Partido y el Gobierno: Stanislas Kania, Wojciech Jaruzelski, Myeczyslaw Rakowski; Karoly Grosz, Rezso Nyers, Gyula Horn; Egon Krenz, Gunter Schabowski, Hans Modrow; Milos Jakes, Karel Urbanek, Miroslav Stepan.
Dicha investigación obtuvo por concurso de antecedentes, el Fulbright Senior Scholarship 1999-2000. Las notas de presentación fueron remitidas por el ingeniero Guido Di Tella, el doctor Adalberto Rodríguez Giavarini, y el vicedecano de la Facultad de Derecho de la Universidad de Buenos Aires, doctor Guillermo Moncayo.
La investigación fue completada en el Harvard Center for Cold War Studies, en la Universidad de Harvard (Cambridge, Massachusetts), donde se publicó bajo el título Comrades at Twilight. Some Remarks on the Collapse of Real Existing Socialism in Poland, Hungary, Germany and Czechoslovakia (III y 361 pp.), y fue distribuido en centros especializados en temas de la guerra fría.
Las cintas magnetofónicas y los originales manuscritos fueron donados por el autor al referido Instituto Internacional de Historia Social, donde se conservan actualmente.
La versión en español fue publicada en Buenos Aires por el Consejo Argentino para las Relaciones Internacionales (CARI): Camaradas en el ocaso. Algunas observaciones sobre el colapso del “socialismo realmente existente” en Polonia, Hungría, Alemania y Checoslovaquia. Buenos Aires, 2016 (268 páginas). ISBN: 978-987-1558-01-8.

## Temas de historia argentina
Ha realizado una serie de publicaciones acerca de diversas figuras y momentos políticos argentinos, así como importantes personajes de la vida social del país, entre las que destacan tres libros sobre Hipólito Yrigoyen, Juan Perón, José Félix Uriburu, Julio Argentino Roca y Leopoldo Lugones, Sara Facio, Roberto Cossa, Oscar Camilión, 62 Organizaciones, Ricardo Güiraldes, entre otros, y sobre el tango.

## Publicaciones

### Libros sobre Historia Argentina
Investigación histórica sobre la segunda presidencia de Hipólito Yrigoyen, expuesta en tres libros:
- Yrigoyen. El mandato extraordinario. 1928-1930. (2005): ISBN: 950-05-1583-0.
- Yrigoyen en crisis. 1929-1930. (2006): ISBN: 950-05-1640-3.
- La caída de Yrigoyen. 1930. (2006): ISBN: 950-05-1674-8.

Investigación histórica sobre el coronel Juan Perón en el Gobierno de la Revolución del 4 de junio de 1943:
- Los idealistas con entusiasmo. Una investigación sobre los miembros del GOU. Sus fojas de servicios en el Ejército Argentino. (2012): ISBN: 978-987-1867-30-1.
- El vínculo de unión: Ejército, Policía y Pueblo en los orígenes del Peronismo. (2012): ISBN: 978-987-1867-31-8.
- El Jefe del Estado Mayor de la Revolución: 4 de junio de 1943 – 9 de julio de 1943. (2013): ISBN: 978-987-1867-70-7.
- Con mentalidad de guerra: 10 de julio de 1943 - 3 de octubre de 1943. (2024). ISBN: 978-987-8496-60-3.
- El primer trabajador: 4 de octubre de 1943 - 31 de diciembre de 1943. (2024). ISBN: 978-631- 90224-4-5.
- Somos invencibles: 1º de enero de 1944 - 9 de marzo de 1944. (2024). ISBN: 978-631-90224-2-1.
- Inaceptable abandonar: 10 de marzo de 1944 - 19 de abril de 1944. (2025). ISBN: 978-631-00-7188-6.
- Es mi deseo y es mi orden: 20 de abril de 1944 - 4 de junio de 1944. (2025). ISBN: 978-631-00-6971-5.
- DL-DL: El 4 de junio de 1944. (2023). ISBN: 978-987-8496-31-3.
- Tres títulos que me enorgullecen: 4 de junio de 1944 - 9 de julio de 1944. (2025). ISBN: 978-631-00-8453-4.
- Hermosa prueba de solidaridad: 10 de julio de 1944 - 31 de julio de 1944. (2025). ISBN 978-631-00-8454-1.
- La actriz Eva Duarte. Facsímiles de revistas de época. En particular, del período 1943-1945. (Colección del autor). Apuntes. Textos. (2022). ISBN 978-987-8496-15-3.
- José Luis Torres. De la década infame al peronismo. (El periodista que nombró y combatió la década infame). Materiales para una biografía política. Presentación de María Luisa Mac Kay. (2023). ISBN: 978-987-8496-41-2.

### Investigación, diálogos y edición de:
- Oscar Camilión. Memorias políticas, de Frondizi a Menem (1956-1996). (2000). ISBN 950-49-0387-8.
- Julián Licastro. Mi encuentro con Perón. Memorias e ideales. (2004): ISBN 950-9603-75-9.
- Gustavo Caraballo. Tras las bambalinas del poder. (2007): ISBN 978-950-05-1699-0.
- Fernando Donaires. Memorias. 1945-1985. El sindicalismo y los gobiernos. (2007): ISBN 978-950-05-1700-3.

- Peronismo con Perón en el exilio (1955-1973). (2023). ISBN 978-987-8496-32-0. Encuentros con el mayor Pablo Vicente. Conversaciones con Miguel Unamuno, Alberto Serú García, Adolfo Jorge Bianchi Silvestre, Maximiano Castillo (con la participación de Juan Rachini), Afrio Pennisi, José Notaro. Miguel Gazzera. Memoria de las 62 Organizaciones (1957-1974). Postfacios de Nicolás Damín y Sergio Arribá.

### Otros temas de historia argentina:
- Movimientos obreros y sociales de Argentina en el siglo XX. En las colecciones del Instituto Internacional de Historia Social, Amsterdam. Investigación realizada desde 2009 a 2014. Publicada en 5 tomos de edición limitada.
- Cómo se cuenta la historia. Ciclo de mesas redondas interdisciplinarias del Centro Cultural Rector Ricardo Rojas. Realizadas del 2 de abril al 11 de septiembre de 2003. Participación en la mesa de la cual también participaron Oscar Terán y Horacio Tarcus. Buenos Aires: Libros del Rojas, 2004 (pp. 87-100).
- José Félix Uriburu (1868-1929). (2021). ISBN 978-987-47960-3-5.
- La política de los hechos. Roca y Lugones. Lugones sobre Roca. (2021). ISBN 978-987-8496-06-1.
- La conquista del progreso (1874-1880) (en colaboración con María Cristina San Román), en la Colección “Memorial de la Patria”, dirigida por Félix Luna. (1977).
- “La presidencia de Avellaneda” (en colaboración con María Cristina San Román), en Gustavo Ferrari y Ezequiel Gallo (compiladores). La Argentina: Del Ochenta al Centenario. (1980).

### Libros sobre literatura, arte, cultura argentinas
- Revisitando. Algunos temas sobre historia de la literatura argentina. (2023). ISBN 978-987-8496-33-7.
- Un modo eterno de encarar la vida. Materiales para la historia de Don Segundo Sombra de Ricardo Güiraldes. (2022). ISBN 978-987-8496-17-7.
- Sara Facio. La foto como pasión. (2015). ISBN 978-950-49-5177-3.
- Investigación, diálogos y edición de Roberto Cossa. Escribo para estrenar. Memorias, textos, testimonios. (2011). ISBN 978-950-05-1928-1.
- Alfredo Coviello. Su tiempo, sus circunstancias. Apuntes para una biografía intelectual. Textos, fuentes, ensayos. Materiales sobre su vida y obra. (2013). ISBN: 978-987-1867-62-2.
- El más caro de los lujos. Primera Exposición Nacional del Libro. Teatro Cervantes, septiembre de 1928. (2008). ISBN 978-987-1354-22-1.
- El viento de las circunstancias. Materiales sobre literatura y otras expresiones culturales argentinas en el Buenos Aires de 1926. (2011). ISBN 978-987-1354-93-1.
- Que sean libros en blanco. En torno a una encuesta del diario Última Hora sobre el libro nacional y su venta: febrero a junio de 1926. (2011). ISBN 978-987-1354-86-3.
- El señor de todas las palabras. Acerca de Leopoldo Lugones. (2001). ISBN 978-987-1354-07-8.
- Edición literaria de Ricardo Güiraldes. Cuadernos de disciplinas espirituales. (2008). ISBN 978-987-9409-84-8.
- La historia del tango Corregidor / 20. Siglo XXI década 1: primera parte. (2011). ISBN 978-950-05-1943-4; segunda parte. (2011). ISBN 978-950-05-1947-2.
- Jean Richepin y el tango argentino en París en 1913. (1999). ISBN 978-95005-12114.
- La Condesa Sangrienta, de Alejandra Pizarnik - A 29 años de la 2ª edición. (2005). ISBN 978-950-05-1600-4; 978-950-05-1600-6.
- “Introduction” a Edward Lucie-Smith, Latin American Modernism: a personal view of its developments. Amsterdam [Stedelijk Museum], 1989.
- Arte Argentino en Japón. 1980-1985. Publicación del Museo Nacional de Bellas Artes (1988). ISBN 978-950-9864-00-5.
- Borges en Japón. Japón en Borges. (1988). ISBN 950-23-0403-9.

### Otros libros
- Edición y presentación de Yasunari Kawabata (Premio Nobel de Literatura 1968). El bello Japón y yo. (1987). ISBN 950-23-0371-7, 978-950-23-0371-0.
- Edición en español del texto de Saburo Okita. De aquí para allá. Autobiografía. (1988). ISBN 978-950-23-0430-4.

### Publicaciones sobre Política, Derecho y Asuntos gubernamentales
- Cuestiones de defensa nacional. (1994-1996).
- Edward Luttwak en Argentina. Los conflictos actuales y el poder aéreo. El pensamiento de Edward N. Luttwak. (1998).
- “Estudio preliminar” a Hans Kelsen. ¿Quién debe ser el defensor de la Constitución? (Madrid: Tecnos, 1995).
- Editor del documento de trabajo: Ensayos seleccionados de Federalismo Fiscal en la teoría y en la práctica, por Teresa Ter-Minassian (Fondo Monetario Internacional, Washington, 1997), publicado por el Ministerio de Economía y Obras y Servicios Públicos - Secretaría de Programación Económica y Regional. Buenos Aires, diciembre de 1999.
- “Notas sobre una experiencia de comunicación gubernamental: el Ministerio de Economía argentino, 1991-1996”, en Oscar Andrés De Masi (compilador). Comunicación gubernamental (2001).
- Mercosur-Seguridad. Digesto normativo. Acuerdos suscriptos en las reuniones de Ministros del Interior del Mercosur. (2006). Edición y estudio preliminar (con Alejandro Daneri, Oscar Andrés De Masi y Carlos Vidal). Honorable Congreso de la Nación. Cámara de Senadores: Comisión de Seguridad Interior y Narcotráfico. Secretaría Parlamentaria. Dirección de Publicaciones. Buenos Aires, 2006. (Tomo I, pp. 1-626. Tomo II, pp. 627-1204. Anexo, 52 pp.).

### Conversaciones multimediales
En la Biblioteca on Line del Instituto Iberoamericano, en Berlín, se conserva el audio de:
IR A LAS FUENTES. Ciclo de entrevistas emitidas por Radio Cultura FM 97.9. Buenos Aires. Los lunes a partir de las 23 horas, durante 60 minutos. Del 18 de marzo al 26 de agosto de 2013.
Por orden de emisión:
- Guillermo Gasió. Breve introducción.
- Guillermo Gasió conversa con
- Marta Campomar. Ortega y Gasset en la Argentina.
- Inés Viñuales. El exilio de Niceto Alcalá Zamora en Buenos Aires. (18 de marzo de 2013).
- Jorge Fondebrider. La historia de la traducción en la Argentina. Otros temas relacionados con la literatura y la historia. (25 de marzo de 2013).
- Héctor Muzzopappa (primera parte). La educación técnica: del proyecto de reforma de Magnasco a la Universidad Tecnológica Nacional. (1º de abril de 2013). Segunda parte (8 de abril de 2013).
- Hans Vogel. Argentina y los Países Bajos. El caso Máxima Zorriegueta. Temas de historiografía. (15 de abril de 2013).
- Patricia Anderson. La mujer y el deporte en la primera mitad del siglo XX. (22 de abril de 2013).
- Karina Felitti. La revolución de la píldora anticonceptiva. (29 de abril de 2013).
- Claudio Díaz; Diego Madoery. El folklore moderno / profesional desde la literatura y la musicología. (6 de mayo de 2013).
- Ricardo Kaliman; Diego Madoery. El folklore moderno / profesional desde la sociología y la musicología. (13 de mayo de 2013).
- Néstor Goldstein, Andrés Rascovsky, Federico Aberastury, Gabriela Goldstein. Experiencias del psicoanálisis en la Argentina (I). (20 de mayo de 2013). (II). (27 de mayo de 2013).
- Nicolás Gadano. Historia del petróleo en la Argentina, hasta 1955. (3 de junio de 2013).
- María Cristina Lucchini; María Cristina San Román. Una experiencia de historia oral sobre el petróleo en la Argentina. (10 de junio de 2013).
- Carlos Galli (primera parte). Jorge Bergoglio, el Papa Francisco. La teología en la Argentina. Lucio Gera. (17 de junio de 2013).
- Carlos Galli (segunda parte). La teología en la Argentina. La teología de la liberación. (24 de junio de 2013).
- Claudia Soria. Eva Perón, como personaje de la cultura. (1º de julio de 2013).
- Gabriela Mizraje. Temas de historia de la literatura argentina. (8 de julio de 2013).
- Lucio Aquilanti; Mario Lenzi. El oficio de librero. Bibliófilos y bibliómanos. (15 de julio de 2013).
- Ernesto Romano. El “proyecto Sarmiento”. (22 de julio de 2013).
- Ramón Gutiérrez. La historia de la arquitectura en la Argentina y América latina. (29 de julio de 2013).
- Víctor Tau Anzoátegui. La historia del derecho argentino. (5 de agosto de 2013).
- Hilda Agostino. El Partido de La Matanza (1). (19 de agosto de 2013). (2). (26 de agosto de 2013).